# Prospect-Lefferts Gardens (Brooklyn)
Prospect-Lefferts Gardens es el nombre de un barrio en Flatbush, en el distrito de Brooklyn en Nueva York. La zona linda con el Empire Boulevard (antiguamente calle Malbone) al norte, con la avenida Clarkson al sur, con la avenida Nueva York al este y con la avenida Ocean/Prospect Park al oeste. Prospect Lefferts Gardens es parte del Brooklyn Community Board 9 y cuenta con el 71er distrito policial del Departamento de Policía de Nueva York.
La zona fue originalmente fundada por una familia holandesa en 1660. En 1893, Lefferts fue dividido por James Lefferts en 600 terrenos de construcción, ahora conocidos como Lefferts Manor, y vendido a los desarrolladores. Se construyó la granja de Lefferts, por entonces localizada en la avenida Flatbush entre las calles Maple y Midwood (hoy en día es un histórico museo en Prospect Park). A fin de garantizar que el barrio contara con viviendas de carácter sustancial, Lefferts adjuntó restricciones del uso de terreno, dictando que cada terreno debería contener una residencia unifamiliar construida de piedra o ladrillo en la menos dos pisos de altura, entre otras restricciones. El convenio del uso del terreno aún existe en Lefferts Manor. Las casas en Lefferts Manor fueron principalmente construidas durante el siglo XIX, la última de ellas en la década de 1950. Lefferts Manor y partes de la avenida de Lefferts y de la calle Sterling, no en convenio unifamiliar, fueron incluidos en la Comisión para la Preservación de Sitios Históricos de Nueva York el 9 de octubre de 1979.
Simultáneo con el desarrollo de Lefferts Manor fue el crecimiento de los alrededores, ahora conocidos colectivamente como Prospect-Lefferts Gardens. Muchos hogares de una y dos familias fueron construidos a principios del siglo XX. En la actualidad, otras zonas del Prospect-Lefferts Gardens contienen una mezcla de casas unifamiliares y multifamiliares, y grandes apartamento.
Actualmente el barrio contiene una comunidad étnicamente diversa con una población en gran parte del Caribe.
El barrio de Prospect Lefferts Gardens cuenta con los servicios de metro Q y B (línea Brighton) en la estación de Prospect Park y el Q en la parada de la Avenida Parkside, además de las paradas de la Calle Sterling y Calle Winthrop en la línea de la Avenida Nostrand (servicios 2 y 5).